# Frivolité

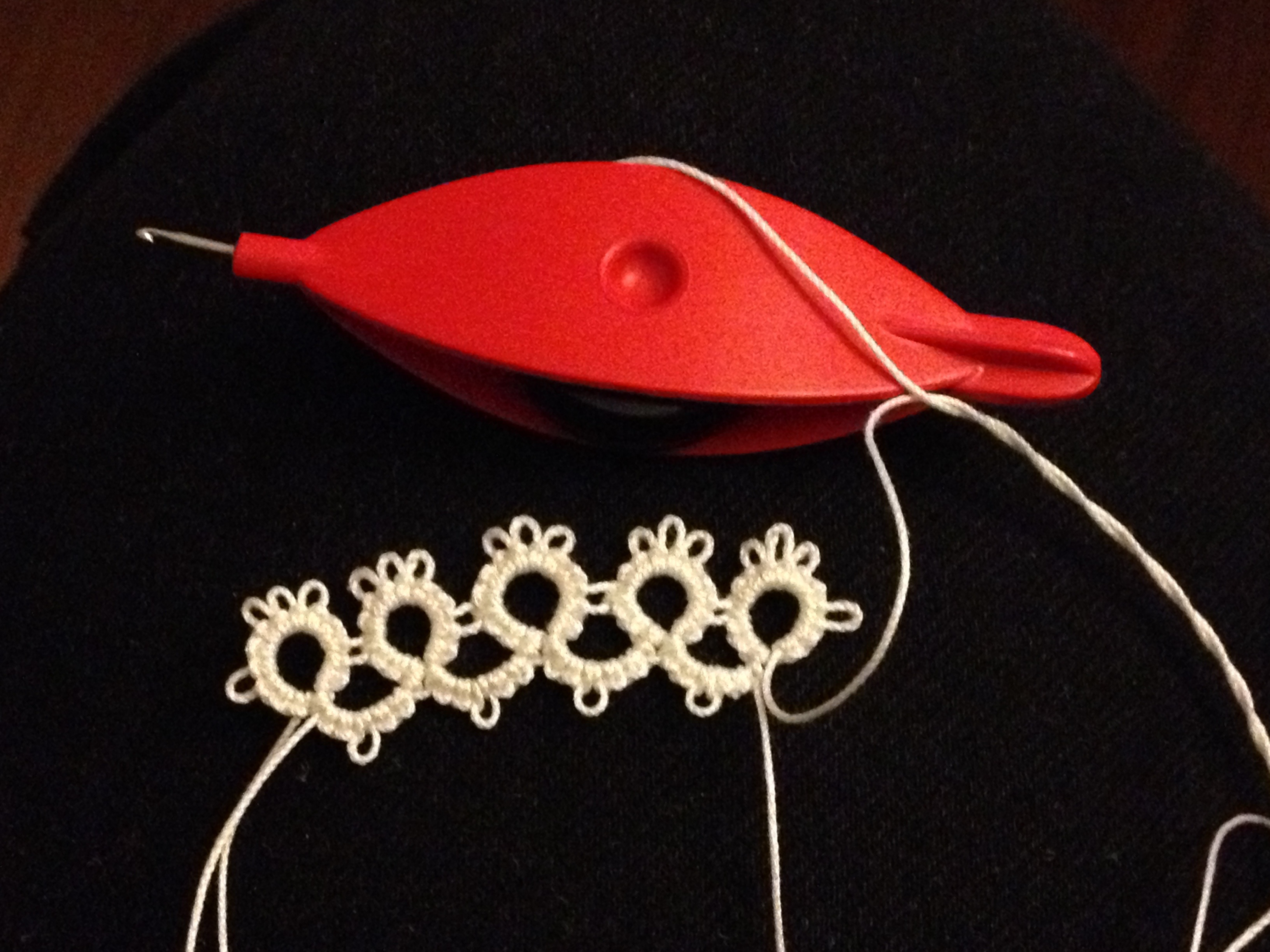
spoeltje met vijf onderling verbonden rondjes; aan de buitenkant van elk rondje een aantal lusjes

Frivolité is een handwerktechniek, waarbij op kant lijkend weefsel wordt vervaardigd.
De techniek is al minstens enkele eeuwen oud. In het Centraal Museum in Utrecht is een Chinees frivolité-spoeltje van bewerkt been te zien dat afkomstig is uit de tweede helft van de negentiende eeuw; maar ook in de tijd daarvoor werd frivolité gemaakt.
Het verschil met kant is dat er niet gevlochten of geweven wordt, maar geknoopt. Anders dan bij kant wordt bij frivolité niet met veel draden tegelijk, maar met een of hoogstens twee gewerkt.
De techniek is niet lastig. Afwisselend wordt met hetzelfde spoeltje een rechter- en een linkerknoop gemaakt. Belangrijk is dat de knopen zo aangetrokken worden, dat ze schuifbaar blijven. Zo kan, nadat een aantal knopen is gemaakt, alles worden dicht getrokken tot een rondje, dat de basis is van het eindresultaat. Meestal worden regelmatig stukjes garen open gelaten, die na het  dichttrekken van het rondje een open lusje vormen aan de buitenkant daarvan.